# 利维坦运动
利维坦运动是塞尔维亚的极右翼极端民族主义政党，它被认为是一个动物权利组织。该党由已故塞尔维亚犹太人学者帕夫莱·比哈利的孙子、奥托·比哈利-梅林的侄孙帕夫莱·比哈利领导。

## 历史
利维坦运动成立于2015年，是一个旨在保护动物的动物权利组织。此后，该组织迅速受到关注，成为前南斯拉夫地区最大的动物权利组织。2016年，一段组织成员营救动物的影片在社交平台上显示，影片还提供了有关虐待动物者的补偿情報，这使得该运动大受欢迎。最初，该运动只关注动物权利问题，揭露虐待动物者，并将他们的动物带走。
如今，该运动已经从单纯的动物权利组织转变为公开谈论政治议题，主要是非法移民。2020年，该组织宣布，他们将与反疫苗、欧洲怀疑主义、反移民和极端民族主义的“我为塞尔维亚而活”运动结成联盟，组成一个政党，参加2020年塞尔维亚议会选举。此后，该党被媒体称为极端民族主义、新法西斯和反移民。

## 争议
利维坦运动因其反人权行为受到严厉批评。2018年11月，该运动领导人帕夫莱·比哈利和亚历山大·布哈纳茨因在Facebook上进行威胁而被捕，但不久后被释放。即便如此，他仍继续在社交媒体上威胁其他人，包括未成年人。
2020年4月，利维坦运动的成员带走了一只罗姆家庭的家犬，他们声称这条狗受到虐待，并被用于斗狗。然而，这一说法遭到附近居民的否认。不久之后，该运动的一名成员驾车穿过奥布雷诺阿茨的一个难民营大门，威胁要碾过难民。袭击者被捕后，该运动成员在营地前抗议。
2020年10月，贝尔格莱德警方逮捕了六名利维坦运动成员，他们涉嫌在2020年10月初殴打一人。

## 选举结果
| 选举   | 领导人        | 得票   | 得票率 | 席位    | 席位变化 | 联盟               | 政府   |
| ------ | ------------- | ------ | ------ | ------- | -------- | ------------------ | ------ |
| 2020年 | 帕夫莱·比哈利 | 22,691 | 0.7%   | 0 / 250 | ━        | “我为塞尔维亚而活” | 议会外 |